# Eriospermum aphyllum
Eriospermum aphyllum är en sparrisväxtart som beskrevs av Hermann Wilhelm Rudolf Marloth. Eriospermum aphyllum ingår i släktet Eriospermum och familjen sparrisväxter. Inga underarter finns listade i Catalogue of Life.